# Jinbō Nagakiyo
Jinbō Nagakiyo (神保長清?; ... – 1511) è stato un samurai giapponese del periodo Sengoku appartenente al clan Jinbō.
Era il fratello minore di Jinbō Nagatsuna. Rinomato per essere sia un donnaiolo che un alcolizzato, era famoso per organizzare feste nella sua tenuta nell'Etchū dopo le campagne di battaglia per celebrare le vittorie. Cospirò con Nagao Tamekage contro suo cugino Jinbō Yoshimune, ed è noto per aver fatto pressione sul fratello Nagatsuna a fare lo stesso. Come risultato furono entrambi giustiziati nel 1511, un evento che indebolì gravemente il clan Jinbō.